# Joeropsis karachiensis
Joeropsis karachiensis är en kräftdjursart som beskrevs av Syed Muhammad Anwar Kazmi och Yousuf 2003. Joeropsis karachiensis ingår i släktet Joeropsis och familjen Joeropsididae. Inga underarter finns listade i Catalogue of Life.